# Srezovac
Srezovac (izvirno srbsko Срезовац) je naselje v Srbiji, ki upravno spada pod Občino Aleksinac; slednja pa je del Niškega upravnega okraja.

## Demografija
V naselju živi 184 polnoletnih prebivalcev, pri čemer je njihova povprečna starost 42,4 let (42,6 pri moških in 42,2 pri ženskah). Naselje ima 60 gospodinjstev, pri čemer je povprečno število članov na gospodinjstvo 3,97.
To naselje je, glede na rezultate popisa iz leta 2002, skoraj popolnoma srbsko.
|  |

| Demografija | Demografija     | Demografija     |
| Leto        | Št. prebivalcev | Št. prebivalcev |
| ----------- | --------------- | --------------- |
|             |                 |                 |
|             |                 |                 |
|             |                 |                 |
|             |                 |                 |
| 1948        | 328             |                 |
| 1953        | 330             |                 |
| 1961        | 331             |                 |
| 1971        | 291             |                 |
| 1981        | 259             |                 |
| 1991        | 271             | 263             |
| 2002        | 251             | 238             |
|             |                 |                 |

| Etnična sestava po popisu iz leta 2002 | Etnična sestava po popisu iz leta 2002 | Etnična sestava po popisu iz leta 2002 | Etnična sestava po popisu iz leta 2002 | Etnična sestava po popisu iz leta 2002 |
| -------------------------------------- | -------------------------------------- | -------------------------------------- | -------------------------------------- | -------------------------------------- |
| Srbi                                   | Srbi                                   |                                        | 237                                    | 99,57%                                 |
| Jugoslovani                            | Jugoslovani                            |                                        | 1                                      | 0,42%                                  |
| Neznano                                | Neznano                                |                                        | 0                                      | 0,0%                                   |